# ماشین روب گلدبرگ

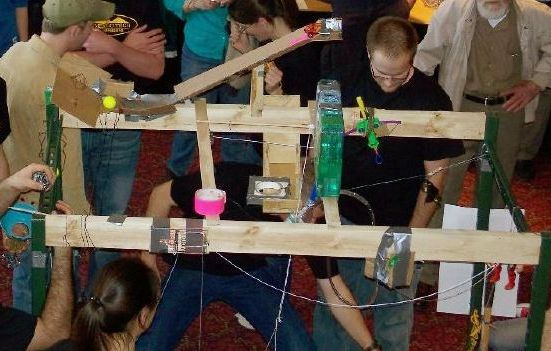
مسایقات ماشین روب گلد برگ نیو مکزیکو

ماشین روب گُلدبِرگ ماشینی پیچیده و جالب است که با نوعی هنرمندی مبتکرانه برای انجام عملیاتی ساده طراحی شده‌است.
نام ماشین روب گُلدبِرگ برگرفته شده از نام مبتکر آن روب گُلدبِرگ (۱۸۸۳–۱۹۷۰) کارتونیست آمریکایی است که بیشتر برای سری کارتون‌هایش مشهور است. همچنین واژه «یک روب گلدربرگ» (a Rube Goldberg) در فرهنگ اصطلاحات آمریکایی برای بیان طرح یا وسیله‌ای فوق‌العاده پیچیده اما غیر عملی و ناکارآمد، استفاده می‌شود.

## ماشین‌های مشابه
- در انگلستان ماشینی به ابتکار هیت رابینسون و بسیار مشابه به ماشین روب گلدبرگ ساختع شد.
- در فرانسه ماشینی به نام پالایشگاه گاز ساخته شد که از نظر پیچیدگی عملیات بسیار مشابه ماشین روب گلدبرگ بود.
- در دانمارک ماشینی به نام استورم پی بسیار مشابه ماشین روب گلدبرگ بود به نام تدبیر عمو.
- در هند در کتابی نوشته سوکومار ری شخصیتی به نام عمو ابول مبول وجود داشت که ماشین‌هایی مشابه با روب گلد برگ ماشین می‌ساخت.
- در اسپانیا اینونتوس دل تبو به عنوان نامی مشابه برای روب گلد برگ ماشین در مجله تبو مطرح شد.
- در نروژ طراح کارتون و داستان‌نویس کجل آوکراست شخصیتی به نام رودور فلگن را آفرید که ماشین‌هایی بسیار مشابه با روب گلدبرگ ماشین اختراع می‌کرد.
- در استرالیا طراح کارتون بروس پتی روابط مرتبط میان موارد اقتصادی و سیاسی در جامعه را همچون ماشین روب گلدبرگ توصیف می‌کند.
- در ترکیه شخصیت داستانی به نام پروفوسور زینهی سینیر خلق شده ایرفان سایار در سال ۱۹۷۷ ماشین‌هایی بسیار مشابه به روب گلد برگ می‌ساخت.
- در ژاپن طی برنامه تلویزیونی به نام دستگاه‌های فیثاغورث ماشین‌های بسیار مشابهی با روب گلد برگ ماشین استفاده می‌شد.
- در اتریش فرانز گسلمان سال‌ها بر روی ساخت دستگاهی به نام دستگها جهان کار کرد که خصوصیاتی بسیار مشابه با ماشین روب گلد برگ داشت.
- در آلمان واس پسیرت دان ماشین در اصل نامی برای ماشین روب گلد برگ است که برای اولین بار طی برنامه کودکان در تلویزیون مطرح شد.
- در جمهوری چک راکتوپلان یا فضاپیمای فضایی نام دیگری برای ماشین روب گلد برگ است و همچنین اصطلاحی کامپیوتری برای بیان شرایطی که عملیات رایانه‌ای آسانی بسیار به سختی حل شود.
- در ایران ماشینی تحت عنوان Yolo توسط خانواده رستا ساخته شد.

## استفاده‌ها در هنر حرفه‌ای
تیم هاوکینسون تکه‌های هنری با استفاده از روب گلد برگ می‌ساخت.
پیتر فیسچلی و دیوید ویس هنرمندان سویسی در فیلم گونه‌ای که کارها انجام می‌شوند از ماشین روب گلدبرگ استفاده کردند.

## مسابقات روب گلد برگ ماشین
در سال ۱۹۸۷ دانشگاه پرودو در ایندینیای آمریکا مسابقات سالانهٔ ماشین روب گلدبرگ را به پیشنهاد فی چپتر و تتا تاوو آغاز کردند. بعدها کار مشابهی توسط دانشگاه کالیفرنیا نیز انجام شد.
در سال ۲۰۱۲ شرکت بوش مجارستان میزبان مسابقات ماشین روب گلدبرگ ای با نام زمین مهندسان بود.
در سال ۲۰۱۶ برای اولین بار در ایران، خانواده رستا مسابقات ماشین‌های گلدبرگ را برگزار کرد.

## استفاده‌ها در رسانه‌ها
El Hormiguero (2006—present)
"The New Cup" (2009)
"This Too Shall Pass" (2010)
Milan Furniture Fair (آوریل ۲۰۱۲)
Ruffles Max Machine (مه ۲۰۱۲)
Elementary (TV series) (سپتامبر ۲۰۱۲ – Present)
Suite Life on Deck
Cartoon Network TV series Adventure Time
MythBusters
Final Destination (film series)
Unchained Reaction

## بازی‌های رایانه‌ای
Monkey Island 2: LeChuck's Revenge (1991)
Marble Drop (1997)
Crazy Machines (2005)
Armadillo Run
The Incredible Machine (aka TIM)
Mouse Trap (1963)